# Бандитський Петербург. Фільм 4. Арештант
«Банди́тський Петербу́рг. Фільм 4. Арешта́нт» (рос. «Бандитский Петербург. Фильм 4. Арестант») — російський мінісеріал 2003 року українського режисера Андрія Бенкендорфа. Прем'єра відбулася 31 березня 2003 року на телеканалі НТВ.

## У ролях
- Олександр Домогаров — Журналіст Андрій Вікторович Обнорський (1-7 серії)
- Лев Борисов (озвучує Ігор Шибанов) — Віктор Павлович Говоров — кримінальний авторитет «Антибіотик» (1-7 серії)
- Анна Самохіна — Катерина Дмитрівна Гончарова (1-5, 7 серії)

### Ролі другого плану
- Олександр Блок — Валера «Бабуїн» / Ледогоров (1-2, 5-7 серії)
- Олександр Чевичелов — Боря, друг Обнорського (1 серія)
- Юрій Цурило — Роман Костянтинович Семенов, колишній офіцер спецслужб секретного відділу ЦК КПРС
- Сергій Власов — Валентин Кравцов, помічник Семенова
- Армен Джигарханян — кримінальний авторитет Гурген
- Арташес Алексанян — Іраклій, помічник Гургена
- Наталія Круглова — масажистка Карина (дружина Андрія Константинова в реальному житті)
- Сергій Лисов — полковник Тихорєцький, 1-й заступник начальника ГУВС
- Олександр Саюталін — Олександр Берг, співробітник агентства Семенова
- Анатолій Худолєєв — майор Чайковський, старший оперуповноважений карного розшуку
- Микола Мартон — Дітер Фогельзанг, адвокат і повірений Званцевої-Гончарової
- Олександр Сластін — Вадим Петрович Гончаров, він же Аарон Даллет
- Олександр Романцов — Микола Іванович Наумов (2-7 серії)
- Євген Сидихін — Начальник 15-го відділу УГРО ОРБ підполковник Микита Микитович Кудасов (2-3, 6-7 серії)
- Володимир Амеро — «Резо»

### Епізодичні ролі
- Геннадій Алімпієв — слідчий кранове, допитувач Обнорського
- Володимир Баранов — дільничний Блінов
- Аркадій Волгін — Петренко
- Сергій Козик — Сергій Вепрінцев, співробітник агентства Семенова
- Ігор Копилов — Сергій Березів — «Береза», бандит «середньої руки», колишній однокашник Обнорського
- Ромуальд Макаренко — Кілер Гена-«Фотограф»
- Борис Хвошнянський — журналіст Вова батонів, балующійся наркотиками
- Анатолій Горін — Вася «Шуруп», тимчасовий помічник «Фотографа»
- Роман Жилкін — бандит «Валет»
- Ерік Кенія — Ваха, бандит з угрупування Гургена
- Леонід Неведомський — генерал Петро Захарович
- Володимир Миронов — Прапорщик на зоні
- Денис Рейшахріт — пахан «Адам»
- Олександр Алексєєв — Генерал Лактіонов — керівник ГУВС, який проводить прес-конференцію за фактом арешту Обнорського
- Геннадій Залогін — Віктор Ілліч, людина Наумова, контролюючий Обнорського в Стокгольмі
- Сергій Кудімов — «Кащей», бандит з угрупування «Антибіотика»
- Михайло Разумовський — колишній опер Звєрєв
- Сергій Горбунов — Ілля «Лічильник»
- Анатолій Кондюбов — укладений в СІЗО
- Ігор Павлов — укладений в СІЗО
- Олексій Осипов — охоронець «Антибіотика», помилково замість свого шефа напідпитку отруєне вино

## Знімальна група
- Автори сценарію:
  - Володимир Вардунасом
  - Ігор Агєєв
  - Андрій Константинов (роман)
- Постановка:
  - Андрій Бенкендорф
  - Владислав Фурман
- Оператор-постановник: Валерій Мюльгаут
- Художник-постановник: Юрій Пашігорев
- Композитор: Ігор Корнелюк
- Звукорежисер: Михайло Вікторів
- Монтаж:
  - Марія Амосова
  - Олександр Зарецький
- Художник-гример: Олена Козлова
- Художник по костюму: Тетяна Дорожкіна
- Режисер: Сергій Макарічев
- Оператор: Олександр Богданчиков
- Редактор: Фріжета Гукасян
- Підбір акторів: Костянтин Віссаріонов
- Постановник трюків: Сергій Головкін
- Виконавчий продюсер: Володимир Бортко, Георгій Мауткін
- Продюсер: Володимир Досталь

## Короткий зміст
За мотивами твору Андрія Константинова «Арештант».
Сутичка чесних міліціонерів, типу Кудасова, і журналіста Обнорського з бандитами на чолі з антибіотиками та перевертнями в погонах в Пітері триває …

### Перша серія
У грудні 1993 року журналіст Андрій Обнорський, що публікується під псевдонімом Серегин, їде на дачу загиблого кілера Корабльова, де зустрічається з Катею. Сюди ж прибувають кілька бандитів «Антибіотика». У перестрілці Катю ранять в ногу, але Андрію вдається донести її до автомобіля «ГАЗ-24», що належить Каті. Андрій, відстрілюючись, залишає з Катею будинок Корабльова по засніженій сільській дорозі. До гонитві підключається друга група бандитів. В ході погоні Андрій робить верткий маневр, і джипи бандитів стикаються. Після зіткнення джипи вибухають і від тіл всіх десяти бандитів залишаються обвуглені рештки. Андрій з Катею ховаються в одному з покинутих дачних будинків протягом двох ночей і доби. У будинку Андрій власноруч витягує кулю з ноги Каті. А в цей час від «Антибіотика» в селище прибувають на пошуки ще кілька бандитів. Днем Андрій, рятуючись від стрімкого переслідування бандитів, тягне Катю на собі через засніжений ліс до траси. Там він ловить проїжджав повз «КамАЗ», і вони з Катею залишають «дихає смертю місце», за кілька хвилин до того, як на цю дорогу по слідах Андрія вибіжать бандити.
Андрій привозить Катю на квартиру до свого друга Борису — військовому медику. Той робить Каті переливання крові. Донором виступає сам Андрій. У зв'язку з тим, що «Антибіотик» вирішив розвідувати всі лікарні на наявність в палатах людей з вогнепальними пораненнями, Андрій приймає рішення залишити Катерину на час в будинку Бориса.
Але, тим не менш, Андрія знайшли люди «Антибіотика». Вони дізналися від нього про події в дачному селищі в ту ніч, і відпустили. Катя розуміє, що за Андрієм стежать.
Поживши деякий час у Бориса, Катя, рятуючись від «щупалець» «Антибіотика», відлітає в Стокгольм. У травні 1994 року до неї в Стокгольм прилітає Андрій.

### Друга серія
Серьогін, який прилетів до Стокгольма до Катерини Званцевої, їде з нею в її шикарний особняк. Вони поступово звикають один до одного. На наступний день Серьогін відвідує стоматологічну клініку, де йому вставляють зуби.
Поки Серьогін від'їдається в Катриному особняку, в Пітері «Антибіотика» випускають з «Хрестів» під підписку про невиїзд. Його зустрічає братва на чолі з Валерієм «Бабуїн» і коханка Карина. «Бабуїн» за склянкою вина доповідає, що за час відсутності господаря частина «братви» вирішила відколотися і відмовляється платити. Починаються криваві розбірки, які потім налякають не тільки міліцейське начальство. «Антибіотики» телефонує хтось Наумов Микола Іванович і запрошує на зустріч. Саме він, Наумов, пересічний директор пересічного банку «Інвестперспектіва», колись зробив Віктора Павловича тим, ким він став у кримінальному світі Петербурга. Наумов вичитує «Антибіотика» за вчинений беззаконня, а той згадує про Катерину Званцевої та її загиблого чоловіка Вадима Петровича Гончарова. «Антибіотик» заявляє, що «нариє її і Серьогіна» з-під землі.
Тим часом, Серьогін в пориві ностальгії повертається до Пітера.

### Третя серія
В Москві Семенов Роман Костянтинович очолює якусь фірму «Консультант». Він 20 років пропрацював в секретному відділі ЦК КПРС, який займався питаннями корупції в найвищих ешелонах влади. Семенов викликає свого помічника Валентина Кравцова і розповідає йому про 60 мільйони доларів США, переведених в 1988 році в Швейцарію. Кравцов з двома помічниками вилітає в Німеччини. Слідом за Кравцовим в Дюссельдорф наступним авіарейсом вилітають люди Гургена, які в самому аеропорту сиділи у них «на хвості». Туди ж по дзвінку свого керуючого справами Дітера з Швеції вилітає Катя.
У випуску пітерських новин Микита Микитович Кудасов бачить інтерв'ю, взяте у випущеного з «Хрестів» «Антибіотика». Кудасов негайно дзвонить Серьогіну і попереджає його про що вийшов на свободу «антибіотики». Хлопці зустрічаються вдома у Серьогіна. Кудасов дає Серьогіну рада дотримуватися запобіжних заходів при знаходженні у власній квартирі. Однак, Наумов дізнається про те, що Серьогін в Пітері.
На наступний день Серьогін їде на роботу. За ним прямо від будинку ув'язується невідомий автомобіль, який слідує за ним до самого місця роботи. Після закінчення робочого дня троє чоловіків, які перебували в тому самому автомобілі, просять Серьогіна проїхати з ними, пред'являючи при цьому липові посвідчення співробітників Федеральної служби контррозвідки. «Ефескаешнікі» привозять Серьогіна до Наумову. Той розповідає йому про ті 60 мільйонів доларів, «якими незаконно розпоряджається Катерина Званцева» і дає доручення Серьогіну — вилетіти до Каті в Стокгольм, давши вже куплений авіаквиток. Серьогін погоджується.

### Четверта серія
Обнорський прилітає в Стокгольм. Там його зустрічає людина Наумова. Ця людина везе Обнорського до Каті, попереджаючи, що «ми — серйозні люди, і вам потрібно обійтися без хитрощів і дурниць». Також людина Наумова відбирає у Обнорського паспорт. Вранці Обнорський прокидається на самоті — Катя полетіла в Дюссельдорф. В Німеччини Катю зустрічають Дітер Фогельзанг і … «воскреслий» перший чоловік Вадим Гончаров, інсценували свою смерть шість років тому. Людей Кравцова, що стежили за Гончаровим, беруть по помилкової наводкою люди Гургена, як російських терористів, які готують теракт, за допомогою поліції. Пробравшись з банку з 1 мільйоном доларів в місцевий торговий центр, Гончаров потрапляє в перестрілку з людьми Гургена і гине. Кравцов і його помічники захоплюють гроші і Дітера, бажаючи дізнатися від нього місцезнаходження Каті — тільки вона тепер може розпоряджатися рахунком в 60 млн. $. Не отримавши від Дітера згоди йти на контакт, Кравцовци вколюють йому «сироватку правди». Дітер починає розказувати, але в самий потрібний момент помирає. Тіло Дітера скидають у воду.
Обнорський повертається до Наумову. Той його вичитує, попереджає ще раз і дає другий шанс.

### П'ята серія
Катя по телефону повідомляє Андрію про загибель Вадима. Андрій, в свою чергу, наставляє Катю виїхати за кордон під чужим ім'ям, так як будь-який переїзд під ім'ям Рахіль Даллет або Катерини Званцевої — смерть. Розмова прослуховує Наумов і разом зі своїми людьми виїжджає до нього. Андрій уже п'яний і з нерозумінням говорить з людьми, які проникли в його квартиру зломом кволої двері.
Старшого оперуповноваженого карного розшуку майора Віктора Чайковського запрошує до себе полковник Тихорєцький — перший заступник начальника ГУВС. У неофіційній обстановці (за тарілкою пельменів) він пропонує Чайковському сфабрикувати докази проти «зарвався» журналіста Серьогіна-Обнорського. Люди «Антибіотика» знаходять його пасію Карину мертвою в ліжку з чоловіком — обоє отруїлися вином, призначеним для Віктора Павловича. Його «права рука» Валера «Бабуїн», сам підсипали отруту, натякає на міліцейський бєспрєдєл. Переляканий «Антибіотик» мчить до Наумову і пропонує прибрати Кудасова. А перед цим своєї «правій руці» пропонує «звернутися на Ливарний, 4». Отримавши від Наумова згоду, направляє «Бабуїна» в Ростов-на-Дону до кілеру Гені-«фотографу».
Між тим, Андрій в передбаченні швидкої смерті напивається до почервоніння очей і вже не бачить під вікнами стеження. Тоді вирішується вийти за продуктами.
Семенов через генерала КДБ Петра Захаровича виходить на Наумова. При зустрічі, за млинцями, вони домовляються: Семенов займається пошуками Каті, а Наумов — Андрія. В Пітер прибуває кілер, якому дають у помічники старого рецидивіста Василя Шурупова — «шуруп». Обидва приїжджають на секретну, невідремонтовані квартиру.

### Шоста серія
В Москві за наказом Семенова убитий злодій в законі Гурген і його наближений Іраклій. Кілер стріляв з горища дев'ятиповерхівки. У зв'язку з убивством Гургена Семенов і Наумов сподіваються, що Рахіль Даллет тепер буде безпечно шукати.
У Пітері майор Чайковський займається підготовкою «доказів» проти Серьогіна: він затримує і бере в оборот його колегу Батонова і змушує його написати брехливий донос.
При підготовці замаху на Кудасова «Шуруп», завжди колишній проти крові, посилає анонімку до редакції Серьогіну. Серьогін дзвонить Кудасова і домовляється з ним про завтрашній зустрічі в 7:30 ранку.
Наступним вранці кілер (напарник «шуруп») йде виконувати завдання на останній поверх покинутого будинку навпроти будинку Кудасова. Кудасов з Серьогіним виходять з під'їзду і йдуть до автомобіля, мирно розмовляючи. Кудасов сідає в свій автомобіль, і в цей момент Серьогін бачить яскравий відблиск з вікна недобудованого будинку і гукає Кудасова. Кілер відкриває стрілянину, але Серьогіну вдається винести Кудасова з автомобіля. Кілер з «шурупом» стрімголов покидають місце замаху на своєму «Москвичі-2140». Підполковник Кудасов з вогнепальним пораненням потрапляє в клініку. До нього приставляють охоронців. Серьогін в клініці від лікаря дізнається, що стан Кудасова важкий, але стабільний.
У бесіді з Тихорєцький Чайковський, який живе за принципом «я підлий, але в міру», відмовляється підкидати Серьогіну наркотики. Тоді до справи підключають дрібного бандита «Березу», який знав Серьогіна по занять спортом. «Береза» навідується до «антибіотик», який дає йому вказівку очорнити Серьогіна. «Береза» зустрічається з Серьогіним біля дверей його під'їзду. Вони піднімаються до Серьогіну в квартиру і сидять за випивкою. Коли Серьогін засинає за столом, «Береза» залишає у нього в квартирі «ствол». А на ранок до прокинувся Серьогіну приходить Чайковський з ордером на обшук і, запрошуючи понятих, починає з напарником огляд квартири.

### Сьома серія
Чайковський з напарником починають обшук в квартирі Серьогіна. Несподівано напарник Чайковського знаходить під ванною модну чоловічу сумочку з пістолетом, яку Серьогіну підкинув «Береза». Серьогіна, який всіляко захищається від обвинувачення в незаконному зберіганні вогнепальної зброї, заарештовують за статтею 222 КК РФ і поміщають в «Хрести».
Замітаючи сліди, бандити вбивають «шуруп» і «Березу».
Начальник ГУВС генерал Лактіонов (Олександр Алексєєв) дає прес-конференцію із затримання журналіста Серьогіна. Наумов вирішує помістити Серьогіна в спеціальну камеру — мінтовську. У «Хрестах» Серьогін знайомиться з арабом Саїдом (Ель Уалідія Шамалов), що потрапили сюди через ментовське свавілля, і допомагає йому вибратися. В подяку небідна родина араба готова допомогти Серьогіну розшукати Катю.
До Серьогіну в «Хрести» приходить слідчий. Він змушує Серьогіна зізнатися в усьому. Отримавши нудну тягу часу і відмова, слідчий заявляє, що він отримає три роки колонії.
Між тим, Серьогіна у в'язниці відвідує виписаний з клініки після замаху Кудасов. Йому Серьогін розповідає про Чайковського і Наумова.
Незабаром над Серьогіним відбувся суд. Як і віщував слідчий, його засудили до 3 років позбавлення волі.
Одне з детективних агентств Нью-Йорка виходить на Катерину Званцеву. Катя їде в автомобілі по нічному гучному Нью-Йорк у в сторону тунелю з бензоколонкою. Там її машину блокує машина детективів. Детектив застосовує психологічний прийом — запрошуючи Катю на чашечку кави, тримає в руці журнал із зображенням Серьогіна. Прийом вдався.
Спецешелон № 935 Серьогіна доставляють до виправної колонії ІК-349/13 під Нижнім Тагілом. Уже в перший день у нього трапляється конфлікт з зеками через черги. Серьогін виявляється на підлозі весь у баланді. Втручаються конвоїри, і їм вдається запобігти бійку.

## Технічні дані
- Виробництво: студія «2-Б-2 Інтертеймент»
- Художній фільм ТВ, кольоровий.
- Обмеження за віком: для глядачів старше 14 років
- Прокатне посвідчення № 21102903 від 28.02.2003 р.
- Перший показ у кінотеатрі:
- Збори:
- Перший показ по центральному ТБ: 2003 р.
- Виключні права на відтворення та розповсюдження: «МостВідеоФільм»
- Видання на DVD: 2 DVD, звук Dolby Digital, PAL, 5-я зона, без субтитрів, видавець: «Медіатека Паблішинг» 2005 р.
- Видання на VHS: 2 VHS, звук 2.0, PAL, видавець: «Медіатека Паблішинг»
- Видання на mpeg4:??